# اگیسی
اگیسی (به لاتین: Agići) یک منطقهٔ مسکونی در بوسنی و هرزگوین است که در جمهوری صرب بوسنی واقع شده‌است.